# Cree-Montagnais-Naskapi jezici
Cree-Montagnais-Naskapi jezici, podskupina centralnoalgonkijskih jezika raširenih na području jugoistočne Kanade, na poluotoku Labrador i provincijama Quebec i Ontario. Obuhvaća devet srodnih jezika kojima govore plemena Atikamekw, Naskapi, Montagnais i Cree. 
Predstavnici su: atikamekw [atj], 5.000; moose cree [crm] 4.500; sjeveroistočni cree [crl] 5.310 (1997 Quebec Ministere de la Sante et des Services Sociaux); plains cree [crk] 34.000 u Kanadi (1982 SIL) i 100 u SAD-u (2001 I. Goddard); jugoistočni cree [crj] 7.310 (1997 Quebec Ministere de la Sante et des Services Sociaux); swampy cree [csw] 4.500 (1982 SIL); woods cree [cwd] 35.000 (1982 SIL); montagnais [moe] 8.480 (1987); naskapi [nsk] 1.180

## Vanjske poveznice
- Ethnologue (14th)
- Ethnologue (15th)